# مسلسل تلفازي

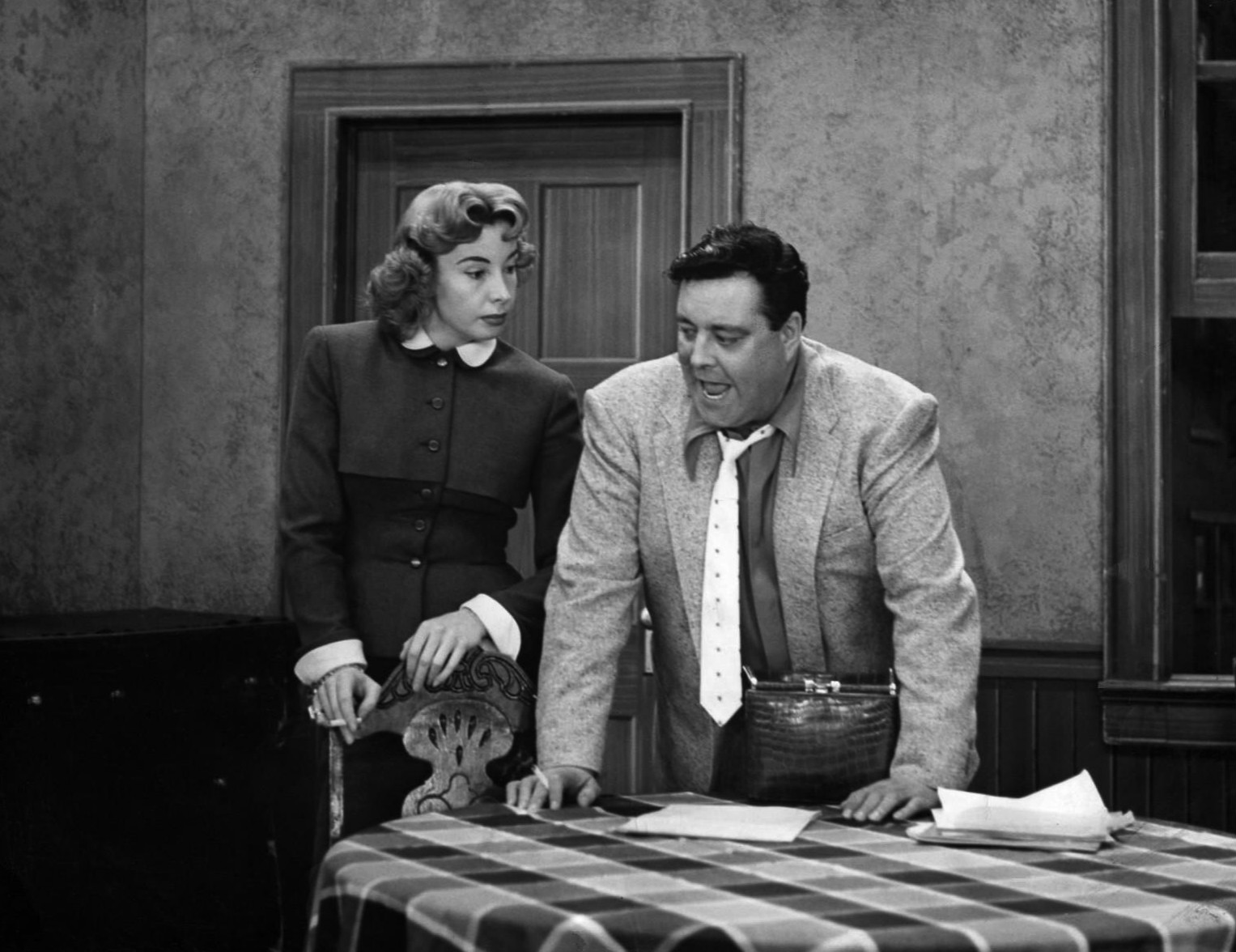

المسلسل التلفازي هو سلسلة حلقات درامية متتابعة تذاع على التلفاز وفي معظم الأحيان مقسمة لحلقات وكل حلقة هي جزء من المسلسل. كل حلقة من المسلسل تقدم لنا أحداث معينة ثم تنقطع في نقطة معينة، وتكتمل الأحداث في الحلقة التي تليها.

## التسمية
سمي بالمسلسل لتسلسل القصة والحلقات وتتابعها منذ البداية حتى النهاية.
وقد يكون المسلسل مؤلف من حلقتين فيسمى ثنائية أو ثلاث حلقات فيسمى ثلاثية أو رباعية أو خماسية أو سداسية أو سباعية.

## أنواع المسلسلات
تنقسم المسلسلات التلفازية إلى عدّة أقسام ومنها:

### حسب النوع
- المسلسلات الكوميدية: وهي المسلسلات التي تتبع أسلوب الكوميدية لإضحاك الناس.
- المسلسلات الدرامية: وهي المسلسلات التي تتبع أسلوب الدراما وهي كثيرة.
- المسلسلات الاجتماعية
- المسلسلات التاريخية

### حسب عدد الحلقات
- مسلسلات طويلة
- مسلسلات سباعية : وهي المسلسلات التي تتكون من 7 حلقات وكانت منتشرة في فترة السبعينيات[4][5]

وغيرها العديد من الأنواع المختلفة.

## عدد حلقات المسلسلات
عدد حلقات المسلسل تتحدد غالبا بالبلد الذي أنتج هذا المسلسل حيث يغلب على المسلسلات السورية على سبيل المثال عدد الحلقات بين 25 و35، وفي المسلسلات الكويتية والخليجية غالباً ما تكون بين 15 و30 حلقة باعتبار أنها تعرض في شهر رمضان. أما المسلسلات المكسيكية والتركية فهي غالباً 125 حلقة فما فوق.